# Camillo Borghese, Príncipe de Sulmona
Don Camilo Borghese, príncipe de Sulmona y Rossano, duque y príncipe de Guastalla (Roma, 19 de julio de 1775 - Florencia, 9 de mayo de 1832) era un miembro de la familia Borghese, más conocido por su matrimonio con Paulina Bonaparte, hermana del emperador Napoleón.

## Biografía
Camillo Borghese nació en Roma, hijo de Marcantonio Borghese, príncipe de Sulmona, y hermano de Francesco (1776-1839), príncipe Aldobrandini. Entró en el servicio de Francia en 1796. Se convirtió en el segundo marido de la hermana de Napoleón, Paulina Bonaparte en 1803 (después de la muerte de su primer marido, Charles Victoire Leclerc). 
Le hicieron Príncipe del Imperio francés en 1804, comandante de la Guardia Imperial en 1805 y poco después en general de división. Se convirtió en el duque de Guastalla en 1806 y en comandante de la 27 y 28 División del ejército francés en 1809. 
Inicialmente apasionado (encargó un retrato de ella desnuda de Canova), el matrimonio más tarde se fue a pique debido a la adopción de Paulina de una serie de amantes y por la muestra de excentricidades, tales como ser llevada a sus baños por sus enormes esclavos africanos y el uso de sus damas de honor de reposapiés. Ellos llevaban vidas separadas pero no se divorciaron y Paulina convenció a su hermano de darle a Camillo la gobernación de Piamonte en 1808 (con las palabras "Camillo es un imbécil, nadie lo sabe mejor que yo. Pero ¿qué importa cuando estamos hablando de administración de un territorio?") y la tutela del prisionero de Napoleón, el Papa Pío VII. 
Napoleón le obligó a vender 344 piezas de la colección de arte de la familia al estado francés. Camillo también se interesó en la villa de la familia en Porta Pinciana, reorganizando la exhibición de la colección dentro de ella y dándole una nueva entrada monumental en la Piazza del Popolo. 
Después de la caída de Napoleón, la alianza de Camillo con él resultó incómoda y se trasladó a Florencia, Gran Ducado de Toscana para distanciarse de él y de su hermana; logró evitar que cualquiera de sus tierras fuera requisada por los estados papales (un castigo habitual para las tendencias pro-Bonaparte). Después de diez años con una amante, el papa lo convenció a ragañadientes de que volviera a recibir a Paulina, solo tres meses antes de la muerte de ella en 1825. Luego continuó en conspiraciones bonapartistas secretas e inútiles hasta su propia muerte, que tuvo lugar en Florencia en 1832. Fue sucedido en sus títulos no napoleónicos por su hermano Francesco. Fue padrino de bautismo de Camillo Benso, conde de Cavour.